# Dóra Hornyák
Dóra Hornyák (født d. 24. januar 1992 i Debrecen, Ungarn) er en ungarsk håndboldspiller som spiller for Ferencváros TC og Ungarns håndboldlandshold.